# Красная Слобода (Бековский район)
Красная Слобода (Красная Слободка, Ляча, мокш. Лача) — ныне не существующая деревня Бековского района Пензенской области, входившая в состав Пяшинского сельсовета. Расселена в 1975 году.

## История

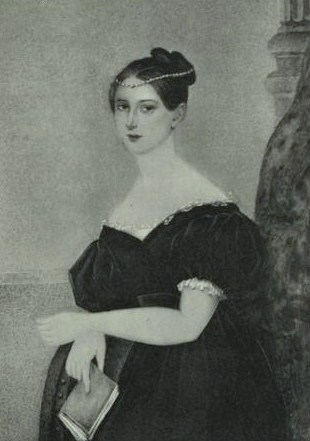
Мария Петровна фон Бреверн — владелица с. Красная Слобода до отмены крепостного права

Одно из названий села — «Ляча» — образовано от мокшанского «лача» — «клин», «угол».
Село основано в первой половине XIX века путём переселения крепостных крестьян из Рязанской губернии, принадлежавших семье фон Бреверн.
На момент отмены крепостного права деревня числилась за Марией Петровной фон Бреверн. После отмены крепостного права крестьяне выкупили землю в собственность.
На 1912 год село приписано к церкви Архистратига Божия Михаила в селе Перхурово.
На 1916 год в селе имелось земское одноклассное училище.
В 1920—1921 годах XX века село Красная Слобода находилось на территории Тамбовского восстания (Антоновщины).
До 1928 года село входило в состав Пяшинской волости Сердобского уезда Саратовской губернии. На 1928 год — центр Краснослободского сельсовета Пяшинской волости Бековского района Саратовского округа Нижне-Волжского края. С 1939 года село вошло в состав вновь образованной Пензенской области. С 1939 года село в составе Пяшинского сельсовета.
На 1955 год село входило в колхоз имени Дзержинского.
Решением Пензенского облисполкома от 17 сентября 1975 года исключена из учётных данных как фактически не существующая.
На месте села в настоящее время расположено одноимённое урочище.

## Достопримечательности
В 1 километре к югу от деревни расположен курган. В 3 километрах к западу от деревни — могильник из двух курганов.

## Население
| 1859 | 1911 | 1926 | 1939 | 1959 | 1975 |
| ---- | ---- | ---- | ---- | ---- | ---- |
| 297  | 450  | 426  | 168  | 136  | 0    |

### Книги
- Списки населённых мест Саратовской губернии. Сердобский уезд. Том III. — Саратов: Земская типография, 1912. — С. 67.
- Справочная книга Саратовской епархии, составленная по распоряжению Преосвященного Алексия, епископа Саратовского и Царицынского. — Саратов: Типография Союза печатного дела, 1912.
- Дворжанский А. И. История Пензенской епархии. Книга II: Храмы. — Пенза.
- Полубояров М. С. Весь Пензенский край. Историко-топографическое описание Пензенской области. — М.: Издательство ООО «САМ полиграфист», 2016. — 816 с. — 100 экз. — ISBN 978-5-00077-381-9.

### Архивные источники
- Дело о выкупе земельных наделов временнообязанными крестьянами М. П. Бреверн деревни Красной Слободы, Ключевки (Божениново), Яковлевки Сердобского уезда Саратовской губернии: 18 марта — 13 июля 1863 г. // РГИА Ф. 577, Оп. 34, Д. 965
- Сборник статистических сведений по Саратовской губернии. Том IX. Сердобский уезд. Саратовского Губернского Земства, 1892 г.
- Приложение к Трудам Саратовской учёной архивной комиссии, т. 3, Сердобский уезд, № 36
- Ревизские сказки (10-я ревизия Сердобского уезда 1815—1825 гг. (Красная Слобода)) // ГАСО Ф. 28, Оп. 1, Д. 2624, Л. 991